# Orlando Health
A Orlando Health é uma rede privada, sem fins lucrativos, de hospitais comunitários e especializados, com sede em Orlando, Flórida.
A Orlando Health é o 5° maior empregador da Flórida Central, com quase 14.000 funcionários e mais de 2.000 médicos afiliados.

## História
O sistema foi fundado em 1918, quando o primeiro hospital, o Orange General Hospital, foi aberto. Em 1946, o nome do hospital mudou para Orange Memorial Hospital. Em 1951, o Orange Memorial foi aprovado como um hospital de ensino, um dos primeiros da Flórida.
Em 1977, os hospitais Orange Memorial e Holiday consolidaram-se para formar o novo Orlando Regional Medical Center, em 1984 a Air Care Team foi formada fornecendo transporte aéreo de cena e interfacilidade para a região da Flórida Central e, em 1985, o Sand Lake Hospital foi construído. O Hospital Arnold Palmer para Crianças e Mulheres foi inaugurado em 1989 e em 1991 foi criado o M. D. Anderson Cancer Center Orlando.
Em 1992, a ORMC mudou seu nome corporativo para Orlando Regional Healthcare System para refletir a crescente rede de instalações. No mesmo ano, o Hospital Seminole Sul entrou para a organização. Em 1999, a ORHS comprou o Lucerne Hospital e, em 2000, a ORHS retirou a palavra "Sistema" de seu nome, mantendo Orlando Regional Healthcare como o nome da empresa. Em 2005, o Hospital Winnie Palmer para Mulheres e Bebês foi construído.
Em 2008, o sistema foi renomeado para alterar o nome da empresa da organização de Orlando Regional Healthcare para Orlando Health.

## Demografia
A Orlando Health atende 1.6 milhão de residentes da Flórida Central e vários milhares de pacientes internacionais anualmente. O Orlando Health é considerado um hospital de compartilhamento desproporcional, o que significa que recebe um financiamento especial porque trata populações significativas de pacientes indigentes. A Orlando Health também é o único participante qualificado da Central Florida na Safety Net Hospital Alliance da Flórida (SNHAF). Os 14 sistemas hospitalares que compõem o SNHAF incluem os hospitais de ensino do estado, hospitais públicos e centros de trauma. Essas organizações representam menos de 10% dos hospitais da Flórida, mas fornecem mais de 50% dos serviços de caridade do estado.

## Instalações
O campus principal do Orlando Health está localizado ao sul do centro de Orlando, onde comporta as seguintes instalações:
- Orlando Health Orlando Regional Medical Center;
- Orlando Health Arnold Palmer Hospital for Children;
- Orlando Health Winnie Palmer Hospital for Women & Babies;
- Orlando Health UF Health Cancer Center;
- Orlando Health Dr. P. Phillips Hospital - Medical and Surgical Facility;
- Orlando Health South Seminole Hospital - Medical and Surgical Community Hospital;
- Orlando Health South Lake Hospital;
- Orlando Health - Health Central Hospital.

## Patrocínios
Em 2013, Orlando Health se tornou o primeiro patrocinador do clube de expansão da MLS, Orlando City. O patrocínio foi uma parceria de transição que foi estabelecida quando o Orlando City fazia parte da USL.

## Associados Pediátricos de Orlando
Na terça-feira de 1 de setembro de 2015, a Orlando Health adquiriu a Associados Pediátricos de Orlando (Pediatric Associates of Orlando). O grupo pediátrico fundado em 1939, que possui dez pediatras certificados pelo conselho e dois locais, um em Orlando e outro em Ocoee.